# Martin Hyman
Martin Hyman (Southampton, 3 de julho de 1933 - Livingston, 3 de abril de 2021) foi um fundista britânico.
Martin Hyman venceu a Corrida Internacional de São Silvestre, em 1961. Competiu nos 10000m em Roma, 1960.
Morreu em 3 de abril de 2021 aos 87 anos.